# Laciniaria exalta
Laciniaria exalta is een slakkensoort uit de familie van de Clausiliidae. De wetenschappelijke naam van de soort is voor het eerst geldig gepubliceerd in 1878 door Westerlund.